# Batalla de Berna

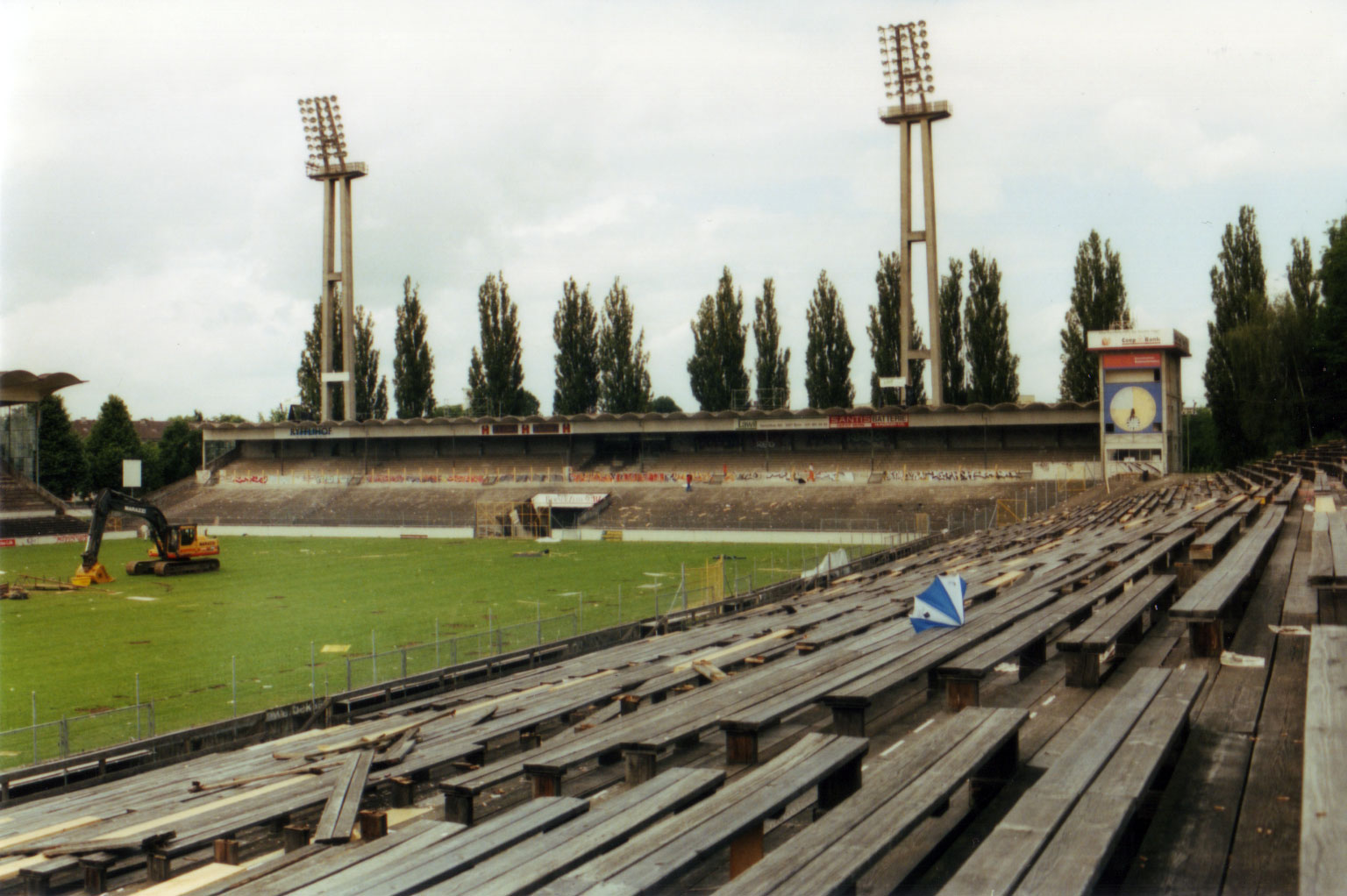
Vista del Wankdorfstadion, sede de la «Batalla de Berna», durante su demolición.

La «Batalla de Berna» es el nombre con que se conoce el partido disputado entre las selecciones de Hungría y Brasil en los cuartos de final de la Copa Mundial de Fútbol de 1954. El partido fue disputado el 27 de junio de 1954 en el Wankdorfstadion en Berna, la capital de Suiza.
El partido pasó a la historia como uno de los encuentros más infames de la historia del torneo debido a las agresivas tácticas utilizadas, el juego violento demostrado y la mala conducta de los jugadores, tanto del legendario «equipo de oro» húngaro como de los subcampeones de la Copa Mundial de Fútbol de 1950, que hasta ese momento eran los conjuntos más brillantes del torneo de 1954. El término de batalla fue adoptado por la prensa británica; según el enviado especial de The Times, «nunca he visto en mi vida golpes tan crueles».
Durante el partido, el árbitro británico Arthur Ellis expulsó a tres jugadores por involucrarse en una pelea dentro de la cancha. Tras el fin del partido, en que los europeos se clasificaron para la siguiente ronda, Ferenc Puskás (ausente del juego por una lesión) habría lanzado una botella contra el central Pinheiro, causándole un corte de tres pulgadas, lo que provocó la ira de los jugadores brasileños, que invadieron los vestuarios del equipo húngaro donde se enfrentaron a golpes, patadas y botellazos. Al menos un jugador húngaro quedó inconsciente y el entrenador Gusztáv Sebes recibió cuatro puntos tras ser herido con una botella rota.

## El partido

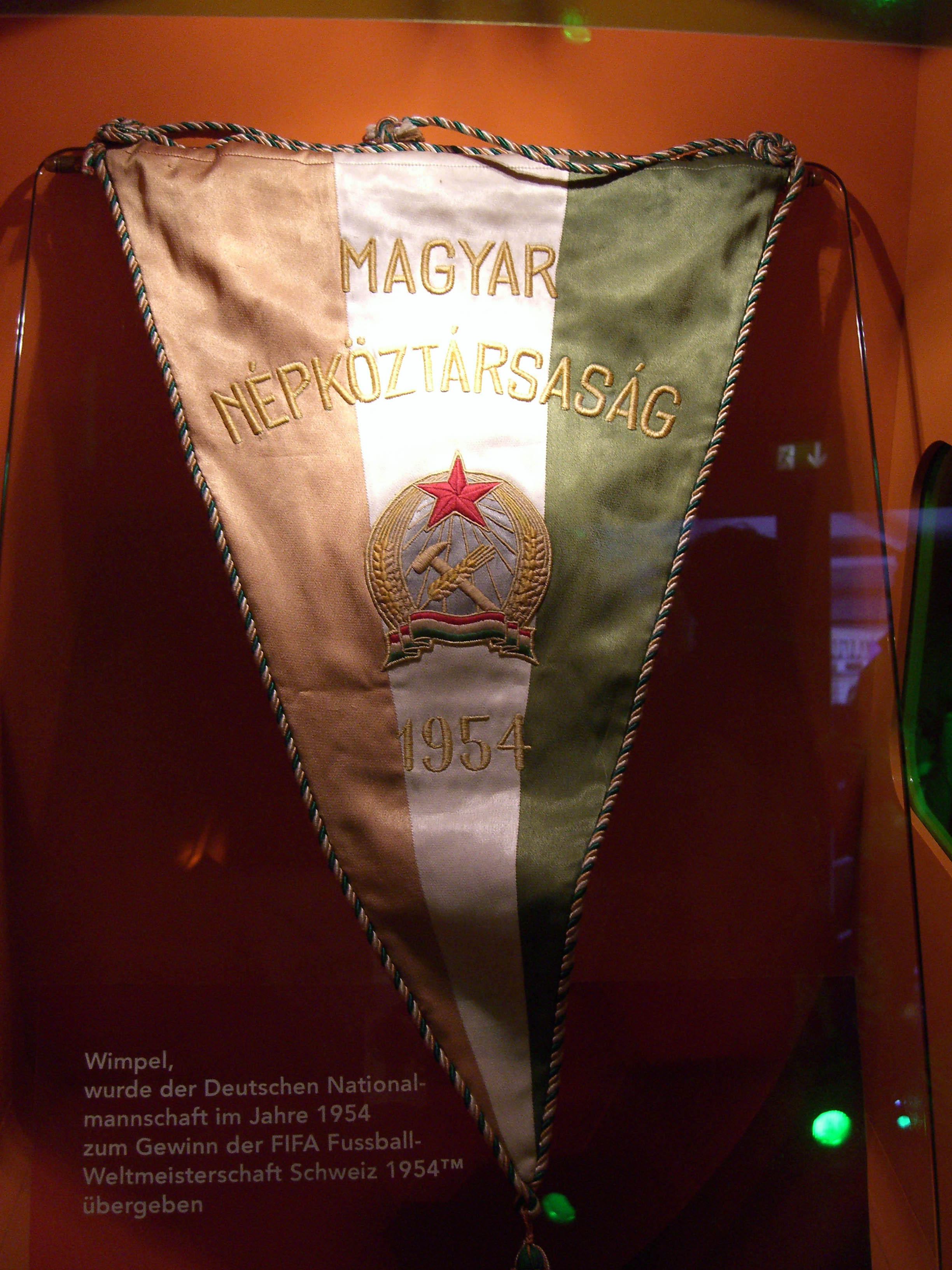
Banderín del «equipo de oro» en la Copa Mundial de Fútbol de 1954

A pesar de la ausencia de Ferenc Puskás, Hungría dio inicio al partido superando a los sudamericanos y rápidamente quedaron con ventaja de 2-0. A los tres minutos, Nándor Hidegkuti abrió el marcador y a los 7 minutos dio el pase que Sándor Kocsis convertiría en el segundo gol. Brasil reaccionaría, pero sus intentos serían frustrados por una serie de faltas. Finalmente, se marcaría un penalti. Así, Djalma Santos convertiría el tiro dejando el marcador 2-1. A partir de ese momento, la violencia en el partido aumentaría progresivamente.
En el segundo tiempo, Hungría y Brasil marcarían nuevamente. Mihaly Lantos anotaría un penalti que sería respondido con un gol de Julinho, dejando el marcador 3-2 a favor de los magiares. Posteriormente, József Bozsik sería derribado brutalmente por Nilton Santos, ante lo que Bozsik respondería golpeándolo. Ambos serían expulsados por el árbitro. Brasil intentaría revertir la desventaja y un tiro de Didí golpearía el travesaño de la portería rival. En tanto, Djalma Santos y Zoltán Czibor se enfrentarían verbalmente alrededor de la cancha.
Cuando el partido estaba por finalizar, Czibor lanzó un pase cruzado a Kocsis que anotaría el gol definitivo que les daría el pase a semifinales. Ya cuando estaba por terminar el partido, el árbitro Arthur Ellis expulsó a Humberto por golpear al húngaro Gyula Lóránt. Con el pitido final, los jugadores y aficionados cariocas se lanzaron a por el árbitro Ellis y se produjo una batalla campal contra las fuerzas de seguridad suizas, que posteriormente se trasladó al túnel de vestuarios. Pinheiro necesitó puntos de sutura en la cabeza a causa de una botella lanzada por Puskás, mientras que Zezé Moreira, entrenador brasileño, golpeó en la cabeza a su homólogo Sebes.

## Estadísticas
| 1  | POR | Gyula Grosics     |  |
| 2  | DEF | Jenő Buzánszky    |  |
| 4  | DEF | Mihály Lantos     |  |
| 5  | DEF | József Bozsik 71' |  |
| 3  | MED | Gyula Lóránt      |  |
| 6  | MED | József Zakariás   |  |
| 7  | DEL | József Tóth       |  |
| 11 | DEL | Zoltán Czibor     |  |
| 20 | DEL | Mihály Tóth       |  |
| 8  | DEL | Sándor Kocsis     |  |
| 9  | DEL | Nándor Hidegkuti  |  |
| DT | DT  | Gusztáv Sebes     |  |

| 1  | POR | Castilho          |  |
| 2  | DEF | Djalma Santos     |  |
| 3  | DEF | Nílton Santos 71' |  |
| 4  | DEF | Brandãozinho      |  |
| 5  | MED | Pinheiro          |  |
| 6  | MED | Bauer             |  |
| 7  | DEL | Julinho           |  |
| 8  | DEL | Didí              |  |
| 9  | DEL | Baltazar          |  |
| 17 | DEL | Maurinho          |  |
| 18 | DEL | Humberto 79'      |  |
| DT | DT  | Zezé Moreira      |  |

|       | 4'  | Nándor Hidegkuti |
|       | 7'  | Sándor Kocsis    |
| Penal | 60' | Mihály Lantos    |
|       | 88' | Sándor Kocsis    |

| Penal | 18' | Djalma Santos |
|       | 65' | Julinho       |

| Árbitro             | Arthur Ellis    |
| Árbitros asistentes | William Ling    |
| Árbitros asistentes | Raymon Wyssling |

| 1  | POR | Gyula Grosics     |  |
| 2  | DEF | Jenő Buzánszky    |  |
| 4  | DEF | Mihály Lantos     |  |
| 5  | DEF | József Bozsik 71' |  |
| 3  | MED | Gyula Lóránt      |  |
| 6  | MED | József Zakariás   |  |
| 7  | DEL | József Tóth       |  |
| 11 | DEL | Zoltán Czibor     |  |
| 20 | DEL | Mihály Tóth       |  |
| 8  | DEL | Sándor Kocsis     |  |
| 9  | DEL | Nándor Hidegkuti  |  |
| DT | DT  | Gusztáv Sebes     |  |

| 1  | POR | Castilho          |  |
| 2  | DEF | Djalma Santos     |  |
| 3  | DEF | Nílton Santos 71' |  |
| 4  | DEF | Brandãozinho      |  |
| 5  | MED | Pinheiro          |  |
| 6  | MED | Bauer             |  |
| 7  | DEL | Julinho           |  |
| 8  | DEL | Didí              |  |
| 9  | DEL | Baltazar          |  |
| 17 | DEL | Maurinho          |  |
| 18 | DEL | Humberto 79'      |  |
| DT | DT  | Zezé Moreira      |  |

|       | 4'  | Nándor Hidegkuti |
|       | 7'  | Sándor Kocsis    |
| Penal | 60' | Mihály Lantos    |
|       | 88' | Sándor Kocsis    |

| Penal | 18' | Djalma Santos |
|       | 65' | Julinho       |

| Árbitro             | Arthur Ellis    |
| Árbitros asistentes | William Ling    |
| Árbitros asistentes | Raymon Wyssling |

## Reacciones pospartido
El árbitro del partido, Arthur Ellis, comentó tras el final:

I thought it was going to be the greatest game I'd ever see. […] I was on top of the world. […] Whether politics and religion had something to do with it I don't know, but they behaved like animals. It was a disgrace. […] It was a horrible match […] In today's climate so many players would have been sent off the game would have been abandoned. My only thought was that I was determined to finish it.
Pensé que iba a ser el mejor juego que jamás hubiera visto. […] Estaba en la cima del mundo. Si la política y la religión tuvieron algo que ver con eso, no lo sé, pero se comportaron como animales. Fue una desgracia. […] Fue un partido horrible […] Hoy en día habrían sido expulsados tantos jugadores que el partido se habría abandonado. Yo solo pensaba en que estaba decidido a acabarlo.

El corresponsal del periódico The Times, el 28 de junio de 1954, llegó a una conclusión similar: «Nunca en mi vida he visto entradas tan crueles, derribos de oponentes como si llevasen una guadaña, seguidos de actitudes amenazantes y golpes maliciosos cuando el árbitro no estaba mirando».
«Esta fue una batalla, un partido brutal y salvaje», recordó el técnico húngaro Gusztáv Sebes, quien necesitó cuatro puntos de sutura por una herida facial recibida durante las peleas. «Al final habíamos ganado 4-2 pero aún no había terminado. Los fotógrafos y fanáticos brasileños se inundaron en el terreno de juego y llamaron a la policía para que despejara. Los jugadores se enfrentaron en el túnel y estalló una pequeña guerra en el pasillo, los vestuarios, todos estaban en estampida, aficionados, jugadores y oficiales».